# رأس القرص للقراءة والكتابة

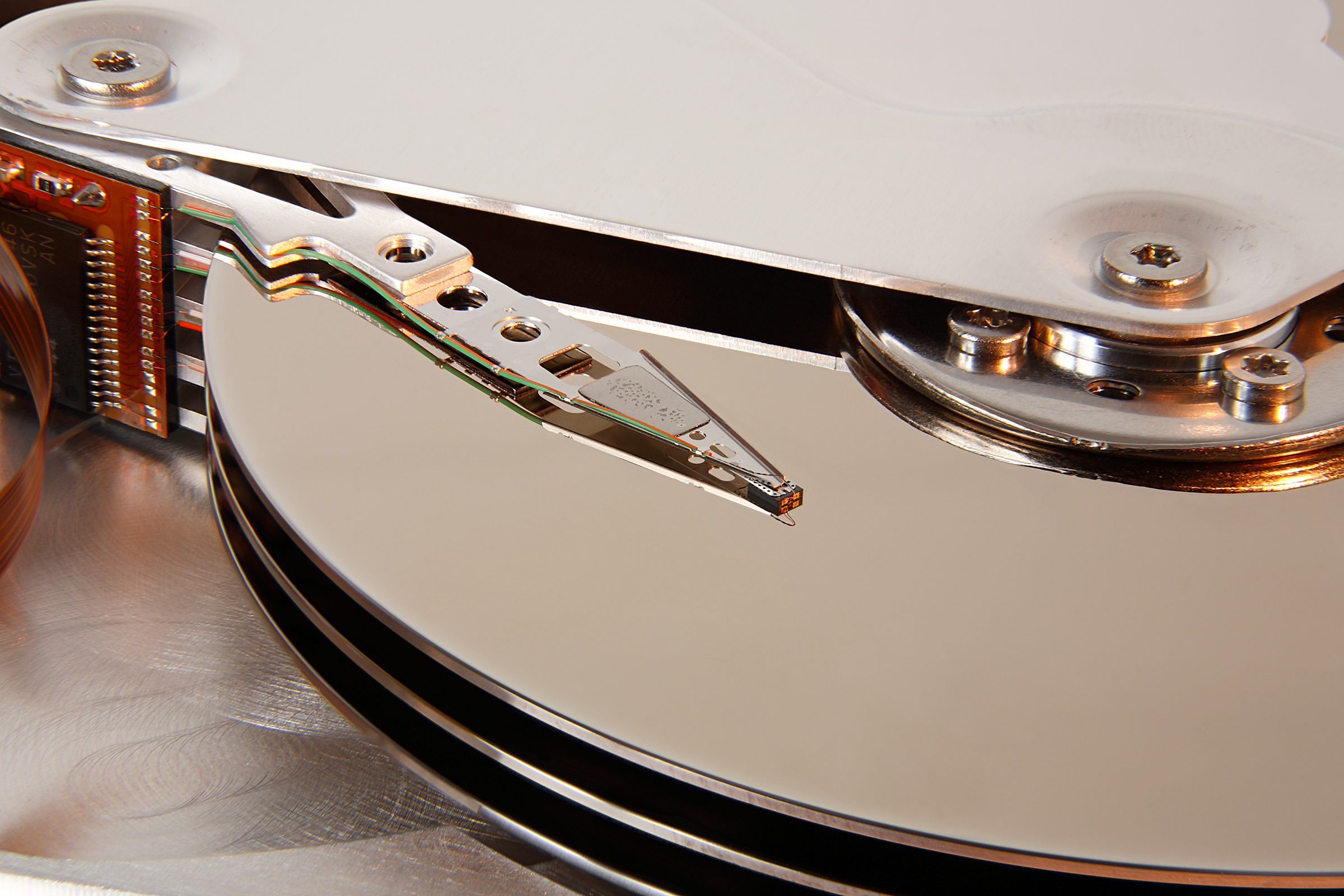
رأس قرص صلب وذراع على طبق

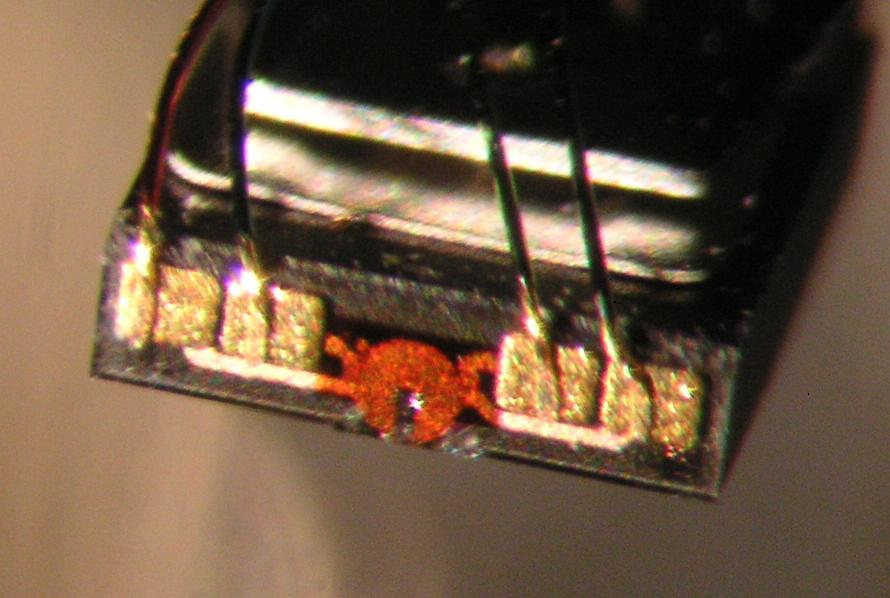
صورة مجهرية لرأس قرص صلب. حجم الوجه الأمامي حوالي 0.3 مم. جزء وظيفي واحد من الرأس هو الهيكل البرتقالي المستدير في المنتصف - الملف النحاسي المحدد بالطباعة الحجرية لمحول الطاقة للكتابة. ولاحظ أيضًا التوصيلات الكهربائية بواسطة أسلاك مرتبطة بوسادات مطلية بالذهب.

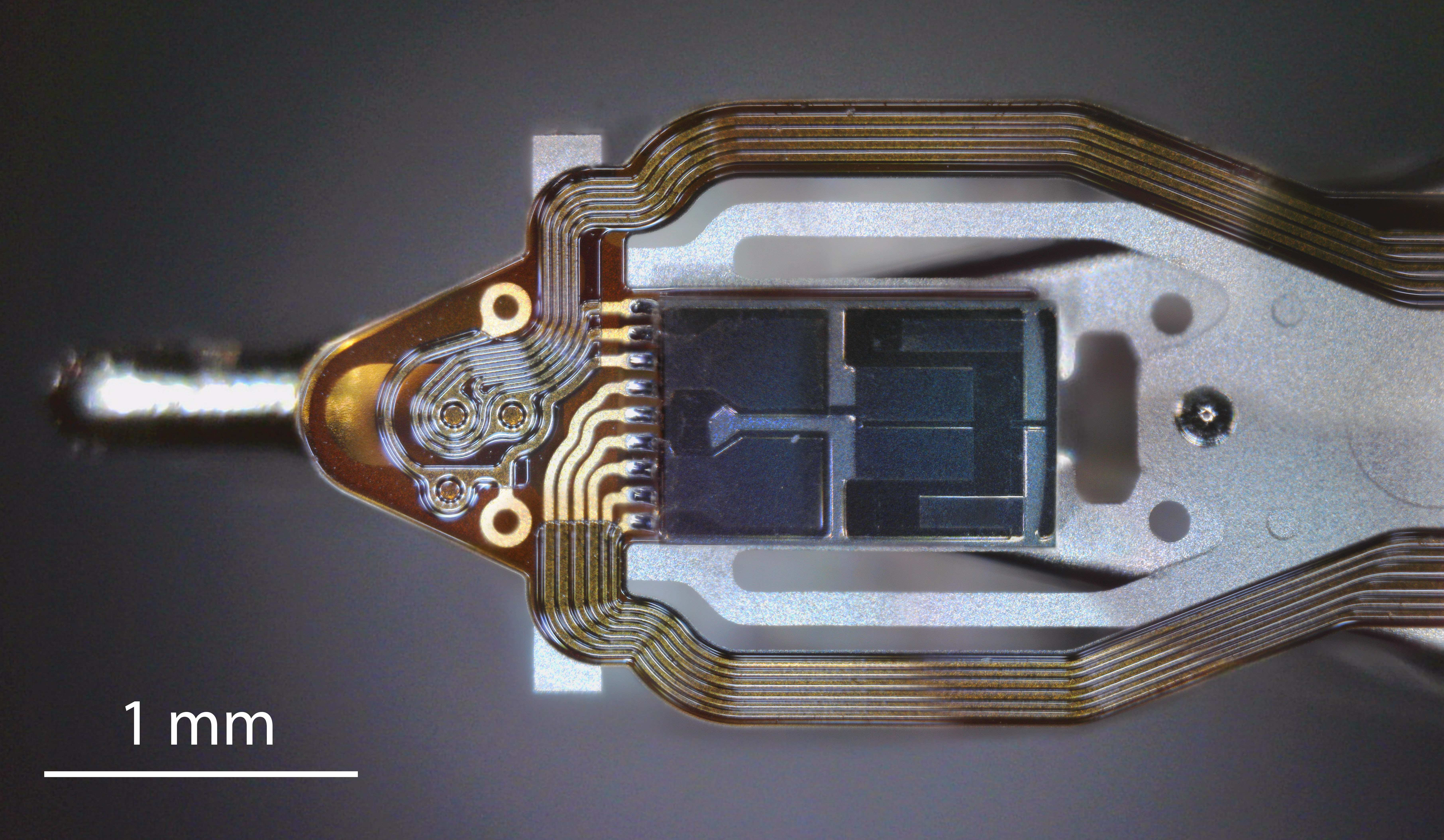
رأس للقراءة والكتابة لمحرك أقراص ثابتة سعة 3 تيرابايت تم تصنيعه في عام 2013. المكون المستطيل الغامق هو المنزلق ويبلغ طوله 1.25 مم. توجد ملفات رأس القراءة / الكتابة على يسار شريط التمرير. يتحرك سطح الطبق بعد الرأس من اليمين إلى اليسار.

رأس القرص للقراءة والكتابة هي الأجزاء الصغيرة من محرك الأقراص الذي يتحرك فوق طبق القرص ويحول المجال المغناطيسي للطبق إلى تيار كهربائي (قارئ القرص) أو، بالعكس، ويحول التيار الكهربائي إلى مجال مغناطيسي (كاتب القرص). ولقد مرت الرؤوس بعدد من التغييرات على مر السنين.

## نبذة
في محرك الأقراص الثابتة، «تطير» الرؤوس فوق سطح القرص مع علو لا يقل عن 3 نانومتر. يتناقص «ارتفاع الطيران» باستمرار لتمكين كثافة أعلى في المنطقة. ويتم التحكم في الارتفاع الطائر للرأس من خلال تصميم حامل هوائي محفور على السطح المواجه للقرص في شريط التمرير . ويتمثل دور محمل الهواء في الحفاظ على ارتفاع الطيران ثابتًا بينما يتحرك الرأس فوق سطح القرص. وإذا اصطدم الرأس بسطح القرص، فقد يؤدي ذلك إلى كارثة تحطم الرأس.

## رؤساء حثية
تستخدم الرؤوس الحثية نفس العنصر للقراءة والكتابة.

### الرأس التقليدي
بدأت الرؤوس نفسها متشابهة من الرؤوس في مسجلات الشريط - وهي أجهزة بسيطة مصنوعة من قطعة صغيرة على شكل حرف C من مادة عالية المغناطيسية مثل بيرمالوي أو حديدي ملفوف في ملف سلك رفيع. وعند الكتابة، يتم تنشيط الملف، ويتشكل مجال مغناطيسي قوي في فجوة C ، وسطح التسجيل المجاور للفجوة يتمغنط. وعند القراءة، تدور المادة الممغنطة عبر الرؤوس، ويركز (مركز الفريت) المجال، ويتولد تيار في الملف. في الفجوة، يكون المجال قويًا جدًا وضيقًا جدًا. وهذه الفجوة تساوي تقريبًا سماكة الوسائط المغناطيسية على سطح التسجيل. توحدد الفجوة الحجم الأدنى للمنطقة المسجلة على القرص. ورؤوس الفريت كبيرة، وتكتب ميزات كبيرة إلى حد ما. ويجب أيضًا أن يتم نقلها بعيدًا إلى حد ما عن السطح مما يتطلب حقولًا أقوى ورؤوسًا أكبر.

### رؤوس معدنية داخل الفجوة (MIG)
رؤوس المعدن في الفجوة (MIG) هي رؤوس من الفريت مع قطعة صغيرة من المعدن في فجوة الرأس التي تركز على المجال. وهذا يسمح للميزات الصغيرة

### رؤوس رقيقة
قُدِّمَت تقنية الأغشية الرقيقة لأول مرة في عام 1979 على محرك الأقراص IBM 3370، واستخدمت تقنيات الطباعة الحجرية الضوئية المشابهة لتلك المستخدمة في أجهزة أشباه الموصلات لتصنيع رؤوس محركات الأقراص الثابتة بحجم أصغر ودقة أكبر من التصميمات القائمة على الفريت المستخدمة آنذاك. وتُبنى الطبقات الرقيقة من مواد الأسلاك المغناطيسية (Ni-Fe) والعزل والملف النحاسي على ركائز خزفية يتم فصلها بعد ذلك ماديًا إلى رؤوس قراءة / كتابة فردية مدمجة مع محملها الهوائي مما يقلل بشكل كبير من تكلفة التصنيع لكل وحدة. وكانت رؤوس الأغشية الرقيقة أصغر بكثير من رؤوس MIG وبالتالي سمحت باستخدام ميزات مسجلة أصغر. ورؤوس الأغشية الرقيقة تسمح بـ 3.5 بوصة للوصول إلى سعات تخزين 4 جيجا في عام 1995. وكانت هندسة فجوة الرأس بمثابة حل وسط بين ما يعمل بشكل أفضل للقراءة وما هو الأفضل للكتابة.

## رؤوس مقاومة مغناطيسية (رؤوس MR)
كان التحسين التالي في تصميم الرأس هو فصل عنصر الكتابة عن عنصر القراءة مما يسمح بتحسين عنصر غشاء رقيق للكتابة وعنصر رأس منفصل للقراءة. ويستخدم عنصر القراءة المنفصل تأثير المقاومة المغناطيسية (MR) الذي يغير مقاومة المادة في وجود مجال مغناطيسي. وهذه رؤوس MR قادرة على قراءة الميزات المغناطيسية الصغيرة جدًا بشكل موثوق، ولكن لا يمكن استخدامها لإنشاء المجال القوي المستخدم في الكتابة. ويستخدم مصطلح AMR (متباين الخواص MR) لتمييزه عن التحسين الذي تم إدخاله لاحقًا في تقنية MR المسماة GMR (المقاومة المغناطيسية العملاقة) و "TMR" (المقاومة المغناطيسية النفقية).
والانتقال إلى وسائط التسجيل المغناطيسي العمودي (PMR) له آثار كبيرة على عملية الكتابة وعنصر الكتابة في بنية الرأس ولكن أقل من ذلك بالنسبة لمستشعر قراءة MR لهيكل الرأس.

### رؤوس AMR
أدى إدخال رأس مقاومة مضادات الميكروبات في عام 1990 من قبل شركة آي بي إم  إلى فترة من الزيادات السريعة في كثافة المساحات بنسبة 100٪ سنويًا.

### رؤوس GMR
في عام 1997 GMR ، بدأت رؤوس مقاومة مغناطيسية عملاقة في استبدال رؤوس AMR.
منذ التسعينيات، تم إجراء عدد من الدراسات حول تأثيرات المقاومة المغناطيسية الهائلة (GMR)، والتي قد تسمح بزيادات أكبر في الكثافة. ولكنها حتى الآن لم تؤد إلى تطبيقات عملية لأنها تتطلب درجات حرارة منخفضة وحجم معدات كبير.

### رؤوس TMR
في عام 2004، تم تقديم محركات الأقراص الأولى التي تستخدم رؤوس نفقية MR (TMR) بواسطة Seagate  مما يسمح بمحركات الاقراص سعة 400 جيجا بايت مع 3 أسطوانات قرصية. وقدمت Seagate رؤوس TMR تتميز بملفات تسخين مجهرية مدمجة للتحكم في شكل منطقة محول الطاقة في الرأس أثناء التشغيل. ويمكن تنشيط السخان قبل بدء عملية الكتابة لضمان قرب عمود الكتابة من القرص / متوسط. ويعمل هذا على تحسين الانتقالات المغناطيسية المكتوبة عن طريق التأكد من أن مجال كتابة الرأس يشبع وسيط القرص المغناطيسي بالكامل. ويمكن استخدام نفس نهج التشغيل الحراري لتقليل الفصل بين وسيط القرص ومستشعر القراءة مؤقتًا أثناء عملية إعادة التشغيل، وبالتالي تحسين قوة الإشارة ودقتها.و بحلول منتصف عام 2006، بدأ مصنعون آخرون في استخدام أساليب مماثلة في منتجاتهم.